# 971 a.C.

## Eventos
- Assurresisi II, rei da Assíria. Reinou até 967 a.C.[1]
- No quinto ano de Roboão no reino de Judá, Sisaque I, faraó do Egito, invade o reino, e pilha o templo de Jerusalém.[2]